# Елисени (Харгита)
Елисени (рум. Eliseni) насеље је у Румунији у округу Харгита у општини Секујени. Oпштина се налази на надморској висини од 394 m.

## Становништво
Према подацима из 2002. године у насељу је живело 1170 становника.

### Попис2002.
| Расподела становништва по националности 2002.‍ | Расподела становништва по националности 2002.‍ | Расподела становништва по националности 2002.‍ | Расподела становништва по националности 2002.‍ | Расподела становништва по националности 2002.‍ |
| --------------------------------------------- | --------------------------------------------- | --------------------------------------------- | --------------------------------------------- | --------------------------------------------- |
|                                               |                                               |                                               |                                               |                                               |
| Румуни                                        | Румуни                                        |                                               | 23                                            | 2,0%                                          |
| Мађари                                        | Мађари                                        |                                               | 1.067                                         | 91,2%                                         |
| Роми                                          | Роми                                          |                                               | 80                                            | 6,8%                                          |